# Viljem iz Champeauxa
Viljem iz Champeauxa [Viljem iz shămpōja], francoski filozof, * ok. 1070, Champeaux, Francija, † 1122, Francija. 

## Življenje in delo

### Življenje
Viljem je poučeval v katedralni šoli Notre-Dame v Parizu in samostanu sv. Viktorja. Bil je vdan zagovornik realizma v logiki in metafiziki, kar mu je prineslo sloves izjemnega filozofa poznega enajstega in zgodnjega dvanajstega stoletja. Bil je učenec Anselma iz Laona. Tako kot drugi na šoli je trdil, da členi vere presegajo sposobnost človekovega razuma za razumevanje in jezika za razlago. To mišljenje je pozneje spodbudilo konflikt z njegovim učencem Petrom Abelardom, ki se je nadaljeval med Abelardom in Viljemovim varovancem Bernardom iz Clairvauxa. Večina znanih podatkov o življenju in delu Viljema iz Champeauxa je zapisal Peter Abelard, ki je Viljema sovražil. Med drugim je Viljema označil za ljubosumnega in užaljenega človeka. Trdil je, da je Viljema nekoč v razpravi ponižal, in ga tako pregnal iz pariških šol. V svojem času je bil Viljem priznan kot eden najvplivnejših teologov na celini. O Viljemovem zgodnjem življenju in izobrazbi je znanega zelo malo. Ocenjujejo da se je rodil leta 1070, a obstaja možnost, da se je rodil desetletje prej. Leta 1094 je bil namreč izbran za učitelja Notre-Dame. Potemtakem bi bil takrat star šele 24 let, kar je malo verjetno, saj bi moral biti pri tej starosti že uveljavljen učenjak. Zato ne izključujejo možnosti, da se je Viljem rodil leta 1060. O njegovi izobrazbi je znano, da je študiral pri Anselmu iz Laona in pri Manegoldu, vendar ni povsem jasno, ali je bil to teolog Manegold iz Lautenbacha ali slovničar Manegold iz Chartresa. Viljem naj bi študiral tudi pri Roscelinu iz Compiègneja. V začetku prvega desetletja dvanajstega stoletja, verjetno leta 1104, je Viljem postal pariški arhidiakon (škofov namestnik). Leta 1108 je reformistična stranka doživela neuspeh, ko se je na prestol povzpel kralj Luis VI. Takrat je Viljem odstopil kot arhidiakon in se preselil v opatijo sv. Viktorja in v pariško predmestje, kjer je še naprej poučeval in ostal vpliven reformator. Leta 1113 je bil imenovan za škofa Châlons-sur-Marne (danes Châlons-en-Champagne ). Še naprej je deloval kot papeški odposlanec in pogajalec, ter ostal vpliven v reformnem gibanju, predvsem preko svojega varovanca Bernarda iz Clairvauxa. 
Kljub temu, da Viljemov opus spisov ni splošno dostopen, so znane njegove temeljne filozofske ideje in njegovi pogledi. Na podlagi dostopnih del lahko vidimo, da je svojo kariero začel kot realist na področju logike in metafizike, ter da se je njegova predanost realizmu okrepila s pojavom vokalistov in zgodnjih nominalistov. Viljem je najbolj znan po svojih realističnih teorijah univerzalij. Vokalistom je odgovarjal s Cratylusovo teorijo jezika: značaj besed je tesno povezan z značajem stvari, ki jih poimenujejo. Vokalisti so trdili, da moč sklepanja izhaja iz besed ali idej, Viljem pa, da je to mogoče najti v neki stvari oziroma v zvezi med stvarmi, ki je opredelil kot mesto ali medij argumenta. Aristotelove Kategorije je razlagal kot deset splošnih stvari, ne kot deset splošnih besed, kot so trdili vokalisti. Te in druge trditve kažejo na široko realističen filozofski pogled. Možno je, da so odlomki in izvlečki njegovih del tisti, o katerih je razpravljal z vokalisti, in zato ne vemo, ali predstavljajo Viljemove najgloblje zaveze ali le začetke pomembnih razprav. Viljemova stališča so znana predvsem po omembah v nekaterih Abelardovih delih. Zelo malo njegovih del je bilo urejenih, nobeno pa ni bilo prevedeno v angleščino. Introductiones dialecticae secundum Wilgelmum  in Introductiones dialecticae secundum magistrum G. Paganellum sta zelo zgodnji deli, ki verjetno izvirata iz njegovega prihoda v Pariz leta 1094. Viljemova besedila branijo nekatere njegove značilne doktrine. Identificirana so bila tudi nekatera njegova kasnejša dela. Čeprav ni bila objavljena nobena izdaja, več člankov vsebuje obsežne odlomke.

### Dela
- Introductiones dialecticae secundum Wilgelmum
- Introductiones dialecticae secundum magistrum G. Paganellum
- Dve kratki razpravi
- Komentarji o: Porfirjevem delu Isagoge, Aristotelovih delih Kategorije in De Interpretatione, Cicerojevih delih De Inventione in Rhetorica ad Herennium in Boetijevem delu De Differentiis Topicis
- Liber Pancrisis (nekateri njegovi teološki spisi, in spisi drugih vodilnih francoskih teologov, zbrani v enem delu, to delo predstavlja Viljemova najnaprednejša stališča)

## Filozofija
Zgodovina filozofije se Viljema spominja po njegovih dveh teorijah univerzalij, realizma materialnega pomena in brezbrižnosti realizma. Teorija materialnega pomena realizma pravi, da obstaja deset najbolj splošnih stvari – to so univerzalne stvari (kot na primer snov, ki je razdeljena po vseh snoveh in količina, ki je razdeljena po vseh količinah...). Vsaka izmed splošnih stvari pripada eni izmed Aristotelovih desetih kategorij. Za vsako od desetih splošnih stvari pa obstaja tudi beseda, torej obstaja deset besed, ki so posledično temelji vseh ostalih besed. Obstaja deset rodov, ki so do neke mere neoblikovani. Z diferenciacijo se oblikujejo v podrejene rodove in vrste. Vrste se oblikujejo v posameznike z dodajanjem naključnih oblik: »vrsta ni nič drugega kot oblikovan rod, posameznik ni nič drugega kot oblikovana vrsta«. Posamezniki v vrsti ali rodu si delijo le eno materialno bistvo. Miselna vaja odstranjevanja oblik ustvarja univerzalno zamisel in razkriva globlje ležečo metafizično resničnost. Torej obstaja univerzalna snov, ki ustreza našim univerzalnim zamislim. Realizem brezbrižnosti zavrača temeljno načelo realizma materialnega pomena, saj zavrača idejo, da obstajajo skupne snovi, in meni, da so posamezniki popolnoma ločeni drug od drugega. Po Viljemovem mnenju sta besedi 'eno' in 'enak' dvoumni. Če rečeš, da sta Platon in Sokrat enaka, lahko govoriš o popolni enakosti njunega bistva ali pa, da se v nekem pogledu ne razlikujeta. Viljemova dvoumnost je tako seme njegove druge teorije univerzalij. Realizem brezbrižnosti je torej podoben realizmu materialnega pomena, saj Viljem še vedno sprejema naključja. Ko so naključja odstranjena sta Platon in Sokrat še zmeraj ena in ista, čeprav v šibkejšem pomenu teh dveh besed. Nimata skupnega bistva, a imata enako stanje oziroma status človeka. Viljem torej pravi, da ko se odstranijo naključja dvema posameznikoma, je tisto kar ostane številčno ločeno a ni posamično razpoznavno, torej se ne ve kateri je Sokrat in kateri Platon. Kar ostane so čiste stvari torej ni nekih značilnosti posameznika, kar privede do univerzalnosti vsake stvari

## Logika
Logika je umetnost s katero ločimo resnico od neresnice, ter ustvarjamo in presojamo argumente. Študij logike se torej začne s preučevanjem besed. Viljem v svojem delu Introductions najprej definira zvoke, pomembne zvoke, besede, besedne zveze in stavke, nato pa podrobno razpravlja o zapletenih hipotetičnih in kategoričnih stavkih in silogizmih. Silogizmi so posebne vrste sklepanja, kjer iz dveh predpostavk (premis) izpeljemo sklep (Silogizem, 2021). Viljemov pristop je postal vzorec za učbenike logike dvanajstega stoletja.
Viljem se je strinjal z načelno srednjeveško definicijo pomembnosti: zvok je pomemben, če ustvari razumevanje v mislih poslušalca. Sodeč po Viljemovi razpravi, so konec enajstega stoletja ugotavljali, ali pomembnost zahteva, da govorjena beseda zares in ne zgolj morebiti ustvari razumevanje v mislih poslušalca. Pomembnost je premočno merilo, a vsak zvok morebiti ustvari razumevanje, četudi le v mislih osebe, ki ga izgovarja. Viljem je trdil, da je beseda, ko je enkrat uveljavljena, pomembna, ker je primerna za izražanje vsakič, ko je izgovorjena. Viljem je prav tako menil, da obstaja sorodnost med besedami in stvarmi, zaradi katere besede črpajo svoje lastnosti iz stvari. Posledično je narava besed bolj jasno prikazana skozi naravo stvari. Viljemova sporna trditev je bila, da so edine pomembne besede tiste, ki so uveljavljene kot imena že obstoječih stvari. Na primer beseda človek je pomembna, ker ljudje obstajajo, medtem ko beseda himera ni pomembna, saj je to mitološko bitje. Pri stališču, da morajo pomembne besede poimenovati obstoječe stvari, prihaja do logičnih pa tudi zapletenih primerov, ker lahko izrečemo resnične ali napačne stavke o stvareh, ki nikoli niso obstajale ali ne obstajajo več. Za take primere je Viljem trdil, da imajo besede prenesen pomen. Stavek, Himere so domišljijska bitja, preneseno pomeni, da si nekateri ljudje s svoj domišljijo, v glavi lahko ustvarijo sliko himere . 
Viljem naj bi imel podoben pogled na 'neskončne izraze'. Trdil je, da neskončen izraz, na primer 'ne-človek', označuje vse stvari, ki niso človek. V delu Introductions meni, da je pomen neskončnih izrazov mogoče jemati pritrdilno, negativno ali pravilno. Vzeto kot pritrdilno, 'ne-človek' pozitivno označuje vsako stvar, ki ni človek (npr. vsako skalo, rožo in veverico). Pritrdilna izjava prav tako omogoča, da v silogizmih nadomestimo 'kamen' za 'ne-človek', a pri tem dobimo nesmiselne rezultate. Jemanje neskončnih izrazov negativno rešuje ta problem, saj neskončni izrazi ne poimenujejo nobene obstoječe stvari. Viljem tega ni mogel sprejeti, ker bi to pomenilo, da neskončni izrazi niso pomembni. Namesto tega je trdil, da je uvajanje neskončnih izrazov povezano z uvajanjem njihovih medsebojno odvisnih pogojev.

### Argument, pogojniki in lokusi
Sodobni logiki prepoznavajo razliko med argumenti in njihovimi ustreznimi pogojniki, vendar sprejemajo da:
- Predpostavka 1; predpostavka 2; sklep in njegov pogoj
- Če so (predpostavka 1 in predpostavka 2), sklep, enakovredni po izreku o dedukciji. (2) pa je izpeljana z:
- Če 'predpostavka' 1 potem ('če predpostavka' 2 potem, sklep)

V dvanajstem stoletju so bila ta logična razmerja sporna. Logiki so takrat razlikovanju med argumenti in pogojniki pripisovali veliko večji pomen in večina ni sprejela tega, kar bi zdaj prepoznali kot formalna pravila materialne implikacije. Viljemu je pripisanih več stališč, vendar njegovi argumenti v razpoložljivih besedilih ne odražajo tega, kar drugi pravijo o njem. Obseg Viljemovega vpliva je torej nejasen. Viljem je sprejel, da sta (1) in (2) enakovredna, vendar ne iz kakršnega koli metaloškega razloga. Menil je, da so silogizmi besedne zveze, ki vsebujejo pomen več drugih stavkov. Silogizme je obravnaval kot pogojnike tipa (2) in ne tipa (3). V njegovem delu Introductions ne navaja razlogov za svoje mnenje, zato lahko ugibamo, da je sodeloval pri razpravi, ki se je dogajala v 12. stoletju in se nadaljevala šele v 20. stoletju. Viljem včasih lokus označuje kot nek 'srednjik'. S tem ne misli srednji izraz, temveč stvar, ki deluje kot povezava med skrajnostmi argumenta. Lokus je imenoval tudi 'argument', s čimer pomeni, da lokus zagotavlja sklepno silo. Ne glede na Viljemovo poimenovanje lokusa pa lahko zaznamo njegovo realistično zavezanost. V delu Introductions imenuje lokus "besede", vendar so to besede, ki označujejo stvari same ali njihove odnose. Ni mu bilo jasno, kako pomembno je razlikovanje med stvarmi in odnosi. Odlomki njegovega poznejšega dela pokažejo, da je bil precej previden pri razlikovanju svojega pogleda od vokalizma. Razločil je besedo kot samo, razumevanje ali pomen te besede in stvar, ki jo označuje beseda. Trdil je da je ta stvar lokus. 
Viljem je v kategorične silogizme uvajal lokus iz subjekta, predikata, tako subjekta kot predikata, ter iz celote. Torej, je argument »Vsi moški so živali. Nobena žival ni kamen. Zato noben človek ni kamen« upravičen z lokusom iz predikata. Predikat prvega stavka je povezava med skrajnimi pogoji v zaključku. V tem primeru je žival (verjetno univerzalna stvar sama) lokus argumenta. Pravilo je, da če je nekaj univerzalen predikat nekega subjekta, potem je vse, kar je univerzalno odstranjeno iz predikata, univerzalno odstranjeno iz subjekta (Viljem je imel mnogo pravil, ki so opisovala logične odnose, ki veljajo med subjekti in predikati). Viljem je menil da maksimalne predpostavke vsebujejo smisel tistih predpostavk pod njimi. Pravilo vsebuje stavke, ki označujejo odnose med človekom in živaljo, ter med živaljo in kamnom. Odnos živali do skrajnosti upravičuje sklepanje. Podobno je opisoval tudi hipotetične silogizme. Uvajal je več lokusov in pravil, vendar to niso bila formalna pravila. Tisto, kar na koncu upravičuje kakršen koli hipotetični silogizem, je enaka vrsta izpeljanega pomena stvari ali razmerja. Če je Sokrat absurden, je 'Sokrat je človek' resnica. Naslednji hipotetični silogizem upravičuje lokus iz posledice:
(Sokrat je človek → Sokrat je žival) → (Sokrat je absurden → Sokrat je žival)
Pravilo je: vse, kar sledi iz posledice, sledi iz predhodnika. V tem primeru je posledica 'Sokrat je človek', predhodnica pa 'Sokrat je absurden. Kot formalno pravilo to izgleda kot:
(A→B)→((B→C)→(A→C))
vendar ga Viljem ne predstavlja kot takega. »Sokrat je absurden → Sokrat je človek« je upravičen z lokusom enakosti, »Sokrat je človek → Sokrat je žival« pa je upravičen z lokusom iz dela. Do zaključka, 'Sokrat je absurden → Sokrat je žival', pridemo s tematskim sklepanjem, ne s formalnimi pravili sklepanja. To je osnova za večino poznejših kritik njegovega dela. Tudi Abelard je protislovja izpeljeval iz svojih pogledov tako, da je Viljemove lokuse obravnaval kot neka formalna pravila sklepanja.

## Etika
Viljemova etika se začne z dvema zgodnjesrednjeveškima trditvama:
- zlo ni nobena jasno obstoječa stvar, ampak le pomanjkanje dobrega
- vsako dejanje ali dogodek, ki se zgodi, izvede ali dopusti Bog in je zato dober.

Trditvi sta med drugim vodili Viljema k temu, da je poskušal v človeški um umestiti moralno dobro in zlo. Elemente je zato imenoval precej zapletene moralne psihologije: pregreh, želja/poželenje, užitek, volja, namera in privolitev. En ali vsi ti elementi lahko igrajo vlogo pri grešnem vedenju. Razvade niso pridobljene navade, ampak prirojene nagnjenosti, zato sam pregreh ni nujno slab. Razvade so tudi tiste, ki nas nagibajo k slabemu vedenju, a nas ne prisilijo v tako vedenje: ni greha, razen če privolimo v vedenje, h kateremu nas nagiba razvada. Viljem veliko piše o spolnem poželenju in užitku, zlasti ker sta to izvirna greha. V njegovi moralni psihologiji so volja, namera in privolitev nediferencirani elementi prostovoljnega ravnanja. Ti igrajo najpomembnejšo vlogo, vendar greh ni izključno v volji, privolitvi ali namenu. Najbolje se je torej izogibati grehu in to tako, da se počne stvari iz pravih razlogov. Ko se gre za odkrivanje, kaj je prav in posledično kaj bi si morali želeti, je človek pri tem lahko uspešen. Človeški um ima namreč sposobnost razlikovanja med dobrim in zlom.
Za Viljema je ključ strah in ne razum, saj je »strah začetek vse modrosti«. Viljem opisuje tri vrste strahu. Prvi je naravni strah pred nevarnostjo in bolečino; celo Jezus je bil podvržen temu strahu. Drugi je strah pred izgubo materialnih stvari ali strah pred kaznijo v peklu. Ta strah kaže, da človek bolj ceni udobje in materialne stvari kot dobroto in pravičnost. Ljudje, ki jih motivira ta drugi strah, bodo ravnali pravilno iz strahu pred izgubo materialnih dobrin ali strahu pred peklenskimi mukami, ne pa iz dobrega ali pravega namena: "ne zasluži milosti, kdor ne služi svoji ljubezni do pravičnosti, ampak ljubezni do stvari ali njegov strah pred kaznijo«. Tretji je strah, ki izhaja iz spoštovanja Božje pravičnosti in moči. Temu strahu pred Bogom, s spoznanjem lastne šibkosti in zmotljivosti, rečemo tudi "ljubezen do Boga". Ta ponižni strah pred Bogom bi moral biti naše vodilo do tega, kar je prav. Tukaj se kaže tudi Viljemov vpliv na Abelarda, ki je zelo očiten. Predvsem je bil Viljem, in morda tudi drugi iz šole Anselma iz Laona, odgovoren za razmejitev zapletene moralne psihologije, ki je v jedru Abelardove etike. Glavne razlike so v razumu in odgovornosti. Viljem je bolj malo upošteval sposobnost človekovega razuma, da pravilno razloči, kaj je dobro. Želel je tudi dokazati, da zlo ni stvar, tako, da je poskušal vir  zla nekako umestiti v človeški um. Ni poskušal pokazati, da smo ljudje krivi, le da smo odgovorni mi in ne Bog. Naša volja, je tako kot naš um in telo, pomanjkljiva. Trpimo za posledicami njenih neuspehov. Abelard je tisti, ki vzame to moralno psihologijo in iz nje razvije teorijo moralne odgovornosti.

## Filozofska teologija
Viljem je bil zavezan k prepričanju, da so skrivnosti vere zunaj dosega človeškega razuma, vendar mu to ne preprečuje, da bi filozofsko razpravljal o vprašanjih z uporabljanjem svojih spretnosti, kot logik, da bi dokazal svojo trditev. Problem svobodne volje in božjega vnaprejšnjega znanja je znan: če je Božje vnaprejšnje znanje nezmotljivo, se bodo prihodnji dogodki, vključno z dejanji človeških bitij, zgodili nujno. Po drugi strani, če bi se prihodnji dogodki, vključno z dejanji človeških bitij, lahko zgodili drugače, bi bilo Božje vnaprejšnje znanje zmotljivo. Viljem je zanikal obe trditvi. V zvezi s prvo je ustvaril dva argumenta. Trdil je, da Bog predvideva velik obseg možnih izbir in nezmotljivo vnaprej ve, katero možnost bodo izbrala svobodna bitja. Sam dogodek naj sploh ne bi bil potreben. Bog v resnici nezmotljivo sluti, da dogodek ni potreben. Nato doda trditev o prihodnjih predlogih: so resnične ali napačne, toda takšne jih naredi nezmotljivost Božjega vnaprejšnjega znanja. Sam prihodnji dogodek, o katerem govori predlog, še ne obstaja in je nedoločen (eventus rerum de quibus agitur indeterminate). Viljem naj bi s tem trdil, da je prihodnost nedoločena in da je Božje vnaprejšnje vedenje lahko le resnično ali napačno.
Drugo predpostavko, 'če bi se prihodnji dogodki, vključno z dejanji človeških bitij, lahko zgodili drugače, potem je Božje vnaprejšnje vedenje zmotljivo', so Viljemovi sodobniki razlagali na več načinov. Nekateri so menili, da če bi se dogodek lahko zgodil drugače, bi bil Bog zmotljiv. Drugi pa so ravno zato menili, da je Bog zmotljiv, ker bi se dogodek lahko zgodil drugače. Prvi bi zavrnili trditev, da bi se dogodek lahko zgodil drugače, drugi pa bi preprosto zavrnil Božjo nezmotljivost, češ da ima Bog pri napovedovanju le srečo. Obe stališči sta teološko sumljivi – brez opore – in Viljem je trdil, da sta oba sklepa neveljavna. To je storil tako, da je uvedel nepojasnjeno modalno slutnjo, ki je v kontekstu videti vprašljiva: sklepanje argumentov »dogodek bi se lahko zgodil drugače« in »Bog je, ali bi lahko bil ogoljufan« ni potreben. Možno je, da je prvo res, drugo pa napačno, ker »nikoli ni nujno, da nemogoče izhaja iz možnega, in ni mogoče, da bi bil Bog ali da bi bil ogoljufan« 
Viljem se je spretno izognil pretiravanju, s čimer je filozofe, kot sta Roscelin in Abelard, spravil v težave. Orisoval je teorijo metaforičnega jezika za opis Boga in trdil, da so bila temeljna razmerja Trojice onkraj moči človeškega uma, da bi jo razumela. Predikati, kot so dober, pravičen itd., imajo metaforični in ne običajni dobesedni pomen, če jih uporabimo za Boga. Viljem je trdil, da so vse pomembne besede uveljavljene za poimenovanje obstoječih stvari na svetu in, da te besede ustvarijo zvočno razumevanje tistih stvari, za katere so bile uveljavljene, da jih označujejo. Ko uveljavimo besedo 'pravično' ali 'dobro', da poimenuje pravično ali dobro osebo, to storimo, ker je pravičnost ali dobrota na nek način kakovost te osebe ali njenih dejanj. 
Bog pa je dobrota in pravičnost. Človeški razum ne more dojeti dostojanstva in moči Boga, zato si Boga niti ne moremo predstavljati dovolj, da bi natančno uveljavili besede, ki poimenujejo božje lastnosti: "besede, ki so uveljavljene za človeško uporabo, se metaforično uporabljajo za govorjenje o Bogu"
Kadar je razpravljal o Trojici, je Viljem Očeta povezoval z močjo, Sina z modrostjo in Svetega Duha z ljubeznijo. Ta metafora ni namenjena kot pomoč pri našem racionalnemu razumevanju Trojice ali da bi zagotovila jasno zamejitev lastnosti treh oseb na kakršen koli način, ki bi omogočal razlago njihovih odnosov in razlik. Viljem je trdil, da v ustvarjenem svetu ni ničesar podobnega Trojici in zato ni ničesar, kar bi bil človeški um sposoben razumeti, ali česa kar bi lahko uporabili kot analogijo za razlago temeljnega odnosa Trojice: " Ne vidim, s kakšno kvaliteto bi to lahko razložil, saj v naravi katere koli stvari ni mogoče najti nič podobnega«. Viljem je zavračal Avguštinove metafore o soncu in sončni svetlobi, ter umu in razumu. Sončna svetloba je kot neka pomota zraka in ni del vsebine sonca. Podobno je razum moč uma in ne njegova vsebina. Viljem je prav tako pojasnjeval, da nobene od njegovih teorij univerzalij ni mogoče uporabiti za razlago enakosti in razlike božanskih oseb. Realizem materialnega pomena bi namigoval, da so osebe v Božanstvu po naključju posamične, in da je to nesprejemljivo. Teorija brezbrižnosti bi zahtevala ne-identiteto treh ločenih snovi, kar je v nasprotju s tem, kar uči vera. Viljemov končni sklep je torej da ni mogoče opisati nobene podobnosti med Trojice in katerokoli ustvarjeno snovjo, kar privede do zaključka, da se Trojico lahko brani le z vero. "Ker ni bilo mogoče opisati nobene podobnosti (katerekoli ustvarjene stvari), je treba Trojico braniti samo z vero"